# Нежатицы
Нежатицы — деревня в Батецком муниципальном районе Новгородской области, относится к Передольскому сельскому поселению.
Деревня расположена близ административной границы с Псковской и Ленинградской областями на автодороге из города Луга в посёлок Уторгош. Неподалёку от Нежатиц есть ещё четыре деревни: Дедино — в 1 км северо-западнее, Павшицы — в 2 км западнее, Страшево — в 2 км южнее и Мелковичи в 5 км восточнее.

## История
Упоминается в писцовых книгах Шелонской пятины Новгородской земли 1498 года, как деревня Фроловского погоста — «Нѣжитици, вопче Ондрюшке съ монастыремъ с Троецким съ Клопска» В Лужском уезде Санкт-Петербургской губернии — деревня относилась к Передольской волости.
В Батецком районе деревня до муниципальной реформы была подчинена Мелковичскому сельсовету, затем Мелковичской сельской администрации.